# Johan Borup
Johan Jacob Nansen Borup (født 1. juni 1853 i Sorø, død 20. februar 1946 i Jægersborg) var en dansk teolog og grundlægger af Borups Højskole, som han var forstander for i en årrække.
Borup dimitterede i 1868 fra Sorø Akademi og blev i 1871 student fra Haderslev Katedralskole. Han blev cand.theol. i 1877, men var tiltrukket af lærergerningen. Gennem flere år forsøgte han at åbne en højskole i København, hvilket lykkedes i 1891, da Borups Læreanstalt blev etableret i Ny Rosenborg ved Jarmers Tårn i 1885. I 1926 flyttede skolen ind i Frijs Palæ ved Frederiksholms Kanal. 
Borup er begravet på Gentofte Kirkegård.
I 2016 tog Borups Højskole navnet Johan Borups Højskole i forbindelse med højskolens 125 års jubilæum.